# Споменик руске славе
Споменик руске славе се налази на руском Некропољу у оквиру Новог гробља у Београду и представља први меморијал подигнут императору сверуском Николају II Александровичу Романову и руским војницима из Првог светског рата.

## Историјат
Иницијатива за подизање споменика потекла је од пуковника Михаила Фјодоровича Скородумова, припадника Лејб-гардијског павловског пука. Осим самог значаја изградње оваквог меморијала, он је требало да потпомогне јачање одређене фракције унутар руске емиграције која је била подељена унутрашњим сукобима након што велики кнез Кирил Владимирович прихватио титулу императора и дужност старешине Руског императорског дома у изгнанству. На другој страни, генерал Петар Николајевич Врангел је заговарао став да се о облику владавине треба одлучивати после рушења бољшевизма, чиме је отворио сукоб са монархистима-легитимистима.
Замисао пуковника Скородумова била је да кроз организацију преноса посмртних остатака руских војника са Солунског фронта и одавање поште императору Николају II, може постићи консензус међу емигрантима.
Патријарх српски Варнава и митрополит Антоније Храповицки, првојерарх Руске православне заграничне цркве, одмах су дали благослов за подизање споменика руске славе, па је формиран и Управни одбор за изградњу. Београдска општина је 13. априла 1934. године за потребе споменика бесплатно уступила земљиште у оквиру комплекса Новог гробља. Споменик са спомен-костурницом је дело архитекте Романа Верховског.
Камен-темељац је положен 19. јула 1934. године, уз присуство капетана Николе Павлића као личног изасланика краља Александра I Карађорђевића, који је донирао 5.000 динара за изградњу. Споменик је заједно са Иверском капелом свечано откривен 24. маја 1935. године, а освештани су 12. јануара 1936. године.